# James Wimshurst

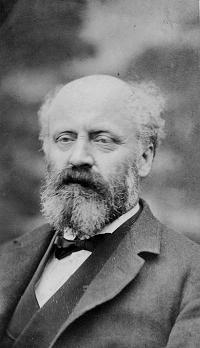
James Wimshurst

James Wimshurst (13 de abril de 1832- 3 de enero de 1903) fue un inventor, ingeniero y carpintero de barcos inglés. A pesar de que no patentó ninguno de sus diseños ni mejoras para sí mismo, el perfeccionamiento que produjo en el generador electrostático, han hecho que este adquiera por excelencia el nombre de Máquina de Wimshurst.

## Biografía
Wimshurst nació en Poplar, Inglaterra y era el hijo de Henry Wimshurst, un constructor de barcos del Muelle de Ratcliffe Croos. Wimshurst se educó en Steabonheath House en Londres donde, posteriormente, devino aprendiz de James Mare en la fundición Thames hasta 1853. En 1865, se casó con Clara Tribble. En 1865, después de que fuera enviado a Liverpool, pasó a trabajar en la aseguradora de aquella ciudad. En 1874, se enroló en la Cámara de Comercio como "supervisor jefe carpintero de barcos" en Lloyds. Posteriormente, en 1890, devino representante de la Cámara de Comercio en una conferencia internacional en Washington.
Wimshurst dedicó gran cantidad de su tiempo libre a trabajos experimentales. Además de su actividad en el campo de la electricidad, inventó una particular bomba de vacío, un instrumento para indicar la estabilidad del barco y varios métodos para la conexión a tierra de la corriente eléctrica. En 1878, empezó a experimentar con los impulsos eléctricos que generaban ciertas máquinas con propósitos lúdicos y científicos. Comenzando ya en 1880, se interesó en gran cantidad por las máquinas electrostáticas de inducción. Su casa de Clapham, Inglaterra, disponía de un amplio taller en el cual se disponía de numerosas herramientas y aparatos que posibilitaban la iluminación eléctrica. Wimshurst fabricó de los conocidos como generadores electrostáticos, como los ideados por W Nicholson, F.P. Carré y W.T.B Holtz. Wimshurst realizó algunas modificaciones a los de los mencionados, resultando lo que se conoce como la Máquina de Holtz-Wimshurst.
Poco después, Wimshurst desarrolló una "máquina dúplex". El diseño consta de dos discos rotando en sentidos opuestos, con sectores metálicos de conducción en cada una de sus superficies. Comparado con las de sus predecesores, está máquina era menos sensible a las condiciones atmosféricas y no requería ser alimentada con otro tipo de corriente. Este tipo de máquina fue, además, mejorada por otros diseñadores (como la máquina Pidgeon desarrollada por W. R. Pidgeon, la cual incrementaba el efecto de inducción y la salida eléctrica). En 1882, Wimshurst desarrolló la "Máquina Cilíndrica". Para 1883, sus mejoras en el generador electrostático permitieron al aparato ser conocido como la máquina de Wimshurst. En 1885, una de las más grandes máquinas de Wimshurst se construyó en Inglaterra (presente hoy en el Museo de la Ciencia y la Industria de Chicago).
Wimshurst se convirtió en miembro de la Institución de Ingenieros Eléctricos en 1889. En 1891, publicó una máquina que generaba alta tensión mediante corriente alterna. En 1896, se encontró un nuevo uso para sus máquinas de múltiples discos (más de ocho) en el generador de rayos Roentgen para radiografías y electroterapia. Por esta contribución a la ciencia médica, fue nombrado miembro de la Royal Society en 1898.
Murió en Clapham, Inglaterra, a la edad de 70 años.

## Membresías y honores
- Miembro de la Royal Society (1898)
- Institución Británica de Ingenieros Eléctricos (1889)
- Sociedad Londinense de Física
- Sociedad Rontgen
- Institución Británica de Arquitectos Navales

## Publicaciones
- "A Book of Rules for the Construction of Steam Vessels", 1898.